# Life Is a Rollercoaster
Life Is a Rollercoaster is een nummer van de Ierse zanger Ronan Keating uit 2000. Het is de tweede single van zijn eerste soloalbum Ronan.
"Life is a Rollercoaster" werd geschreven door Gregg Alexander van de New Radicals en was oorspronkelijk bedoeld voor het tweede album van de band. Doordat dit album nooit is verschenen en de New Radicals uit elkaar gingen, besloot Alexander het nummer aan Ronan Keating te geven. Keatings versie sloeg in Europa en Oceanië meteen in als een bom, met een nummer 1-positie in diverse landen waaronder ook Keatings thuisland Ierland. In de Nederlandse Top 40 bereikte het nummer de 7e positie, terwijl het in de Vlaamse Ultratop 50 een bescheiden 24e positie haalde.